# Усов, Иван Андреевич
Иван Андреевич Усов (родился в посёлке Большое Баландино — умер там же) — оренбургский казак, хорунжий. Участник Первой мировой и Гражданской войн. Полный кавалер Георгиевского креста, по различным источникам мог быть удостоен до шести Георгиевских крестов.

## Биография
Иван Усов родился в посёлке Большое Баландино. Происходил из казаков станицы Долгодеревенское 3-го военного отдела Оренбургского казачьего войска. Служил в 3-м военном отделе ОКВ. Имел звание старшего урядника, затем был произведён в подхорунжие.
Принимал участие в боях Первой мировой войны. Во время боёв, проходивших 2-4 октября 1914 года близ сёл Подбуж и Урож (ныне — Дрогобычский район Львовской области Украины) старший урядник 3-й Оренбургской казачьей батареи Иван Усов смог отличиться, за что был удостоен Георгиевского креста IV степени (№ 224977). Ещё одного Георгиевского креста той же степени (№ 224974) Усов, служивший в 1-м Оренбургском казачьем дивизионе той же бригады был удостоен с формулировкой «за отличия, оказанные в делах против неприятеля».
От имени императора Николая II Иван Андреевич был пожалован Георгиевским крестом II степени (№ 13058) «в память годовщины войны, как особо отличившийся в настоящую войну своей храбростью, мужеством и лихостью». В 1916 году подхорунжий Усов «за отличия, оказанные в делах против неприятеля» был удостоен второго Георгиевского креста II степени (№ 13059). В том же году «за отличия, оказанные в делах против неприятеля» Иван Андреевич Усов был удостоен I степени Георгиевского креста.
Приказом по армии и флоту от 17 октября 1917 года «за боевые отличия» Иван Усов был произведён в прапорщики, однако по состоянию на 1918 год всё ещё числился как подхорунжий. По состоянию на октябрь 1917 года продолжал служить в 3-й Оренбуржской казачьей батарее.
По данным дальнего родственника И. А. Усова — М. А. Усова, Иван Усов вернулся с фронта в 1918 году в чине хорунжего. К тому моменту был женат на Софье Андреевне и имел двух дочерей, в том же году у него родился сын Павел. Был призван в Оренбургскую отдельную армию атамана Дутова. С 23 июня 1918 года занимал должность младшего офицера 3-й сотни 17-го Оренбургского казачьего полка.
Был смертельно ранен во время одного из боёв под Троицком. Скончался в своём доме в Большом Баландино. Похоронен там же.

## Награды
Согласно 16-и томному изданию «Сводные списки кавалеров георгиевского креста 1914—1922 гг.», составленным С. Б. Патрикеевым, Усов был удостоен пяти Георгиевских крестов — I (№ 12149), дважды II (№ 13058 и № 13059) и дважды IV (№ 224974 и № 224977) степеней и Георгиевских медалей трёх степеней II (№ 859), III и IV (№ 399747) степеней.
Историки Андрей Ганин и Владимир Семёнов, в книге «Офицерский корпус Оренбургского казачьего войска. 1891—1945: Биографический справочник», указывали, что Усов был полным кавалером Георгиевского креста, а следовательно имел кресты — I (1916 — № 12149), II (1916 — № 13059), III (№ 122956) и IV (№ 224977) степеней, а также был награждён Георгиевскими медалями — II (1915 — № 859), III и IV (1916 — № 399747) степеней.
Таким образом, Иван Андреевич Усов мог иметь до шести Георгиевских крестов: один I, два II, один III и два IV степеней и три Георгиевских медали — II, III и IV степеней.